# ワード/サンプル
『ワード/サンプル』は、サカナクションの配信限定シングル。2007年12月5日に配信が開始された。

## 概要
サカナクション初の配信限定シングルで、2枚目のアルバム『NIGHT FISHING』からの先行シングル。また、自身初の両A面シングルである。
「ワード」はかつて、YUKIが楽曲の募集をしていた時に、山口が応募することに決め、その応募曲に選んだという過去がある。

## 収録曲
全曲 作詞・作曲：山口一郎
1. ワード  –  (4:32)
  - NHK-FM『ミュージック・スクエア』エンディングテーマ

この楽曲の原曲を制作している当時は、曲制作に難航している中で、ディレクターより楽曲の制作を急がされていた。楽曲のサビの歌詞は、このエピソードが元になっていると山口は語っている[3]。
ミュージック・ビデオの監督は、近藤寛史とa.k.a.STNWが務めた。
2. サンプル  –  (4:41)
  - 千葉テレビ『MUSIC-03』エンディングテーマ

アレンジだけでも何種類も存在しており、山口によると「当初はリード曲にしないという前提があってのこのアレンジ」とのこと[4]。
ミュージック・ビデオの監督は、須藤カンジが監督が務めた。

## ライブ映像作品
| 曲名     | 作品名                                                              | 備考 |
| -------- | ------------------------------------------------------------------- | ---- |
| サンプル | SAKANAQUARIUM 2010 (B)                                              |      |
| サンプル | SAKANATRIBE 2014 -LIVE at TOKYO DOME CITY HALL-                     |      |
| サンプル | SAKANAQUARIUM2017 10th ANNIVERSARY Arena Session 6.1ch Sound Around |      |